# Башмачок слабый
Башмачо́к слабый (лат. Cypripēdium debīle) — травянистое растение; вид секции Retrinervia рода Башмачок семейства Орхидные.
Китайское название: 对叶杓兰 (dui ye shao lan).
Относится к числу охраняемых видов (II приложение CITES).

## Распространение и экология
Китай (Чунцин, Ганьсу, Хубэй, Сычуань), Северный Тайвань, северная половина Японии от центральной части Хонсю в регион Тохоку, на Сикоку (префектуры Эхиме и Кочи) редки. Встречается на высотах от 1000 до 3400 метров над уровнем моря. Хвойные и лиственные леса, травянистые склоны с богатой перегноем почвой. Могут сформировать разрозненные, но обширные скопления.

## Ботаническое описание
Травянистые многолетники высотой 10—30 см.
Корневище относительно короткое.
Стебель прямой, стройный, голый с двумя листьями в верхней части.
Листьев два, широкояйцевидные, треугольно-яйцевидные или сердцевидные. Расположены горизонтально. Листовые пластинки 2,5—7 × 2,5—7 см, на вершине острые или коротко заострённые, голые.
Соцветие терминальное, несёт один цветок. Прицветники линейные, 1,5—3 см, голые. Цветок маленький (1,5—2 см), часто скрыт под листьями. Чашелистики и лепестки бледно-зелёные или желтовато-зелёные, с тёмно-бордовыми пятами или точками; губа сумчатая, белая с тёмно-бордовыми пятнами с внутренней части и иногда полками в сторону устья. Парус узко яйцевидно-ланцетный, 1—2 × 0,5—0,7 см, голый, на вершине заострённый. Лепестки ланцетные, 1—2 × 0,3—0,5 см, вершина острая, часто несколько охватывают губу. Стаминодий округлый или яйцевидный, 1—2 мм. Цветёт в мае — июне.
Плод — коробочка.
Число хромосом: 2n = 20.

## В культуре
Неплохо растёт в культуре в течение одного — двух лет, но сколько-нибудь продолжительное выращивание этого вида проблематично. Рекомендуется выращивание в горшках в органической почвенной смеси (50 % листьев лиственных деревьев (бук или клён) и 50 % перлита и т. п.). Почва должна быть кислой. Влажность всегда должна быть высокой, не менее 60 %. Внесение большого количества удобрений не рекомендуется.
Зоны морозостойкости: 6—7.
По данным The International Orchid Register на апрель 2014 года, грексов с участием Cypripedium debile не зарегистрировано.